# Alexandre Borissovitch Boutourline
Pour les articles homonymes, voir Boutourline.
Alexandre Borissovitch, comte Boutourline (juillet 1694, Moscou - 1767, Moscou), est un général et homme politique russe.

## Biographie
En 1727, les Dolgorouki, ayant remarqué les tendances homosexuelles de Pierre II, pressentent ce jeune officier qui, à cette époque, était grand et élancé, pour les assouvir, après qu'ils ont obtenu l'exil de Menchikov, lequel voulait faire épouser sa fille au jeune tsar. Mais la liaison de Boutourline avec la jeune Élisabeth contraria beaucoup Pierre II qui exila le jeune homme en Ukraine.
En 1758, c'est lui qui apporte des troupes russes fraîches à l'armée de Fermor, qui vient de se faire étriller à Zorndorff et en 1760, vieillard ivrogne et obèse, mais toujours apprécié de l'impératrice en souvenir de leur ancienne liaison, il commande les troupes russes en Poméranie contre Frédéric II, quand la mort de la tsarine vient sauver ce dernier.
Il est maire de Moscou de 1742 à 1744, puis de 1762 à 1763.